# Gerhard Reintanz
Gerhard Reintanz (* 1. März 1914 in Cuxhaven; † 18. November 1997 in Halle) war ein deutscher Parteifunktionär der DDR-CDU und Völkerrechtler in der DDR.

## Leben
Die Volksschule besuchte er in Heide (Holstein) und dort auch einige Zeit die Oberrealschule bis zum Umzug nach Pommern. Die Reifeprüfung legte er 1933 an der Oberrealschule Stolp ab. Reintanz fuhr mit der Bahn vom elterlichen Wohnort Lauenburg bei Danzig dorthin. Das Studium der Rechts- und Staatswissenschaften nahm er nach dem Abitur an der Universität Greifswald auf und studierte dort von 1933 bis 1935. Dort gehörte er von 1934 bis 1936 der Burschenschaft Rugia an. In Breslau an der Schlesischen Friedrich-Wilhelms-Universität setzte Reintanz 1937/38 das Jurastudium fort. Zwischenzeitlich wurde er von November 1935 bis Ende März 1935 zum Reichsarbeitsdienst eingezogen und anschließend hatte er bis 1937 den Wehrdienst in Stettin bei einem Infanterie-Regiment zu leisten. Ab 1939 wurde er Kriegsteilnehmer. Am 3. Mai 1939 beantragte er die Aufnahme in die NSDAP und wurde zum 1. Januar 1940 aufgenommen (Mitgliedsnummer 8.272.086).
Der Sohn eines Beamten legte als Wehrmachtsangehöriger Anfang August 1942 das erste juristische Examen am Oberlandesgericht in Stettin ab und in Berlin im Juni 1944 das zweite Staatsexamen (Assessorexamen). Am 7. Juni desselben Jahres wurde er zum Stabsintendanten ernannt.
Im Zweiten Weltkrieg war er zunächst Zahlmeister und ab 1941 Oberzahlmeister. Versorgungsschwierigkeiten in Afrika, besonders beim Nachschub an Verpflegung in der südlichen libyschen Wüste im dritten Kriegsjahr, schilderte der 1939 zum Oberzahlmeister beförderte Reintanz in mehreren Zeitschriftenbeiträgen.
Ende des Zweiten Weltkrieges geriet er in sowjetische Gefangenschaft und wurde 1947 entlassen. In die CDU trat er in Ueckermünde in Mecklenburg-Vorpommern 1948 ein und nahm im selben Jahr die Tätigkeit eines Stadtkämmerers in Güstrow auf. Mit diesem Amt übte er zugleich die Funktion des stellvertretenden Oberbürgermeisters aus. Am 3. Mai 1949 wurde er an der Universität Rostock mit der Arbeit Das Problem der Gemeindeaufsicht in der neuen demokratischen Ordnung zum Dr. jur. promoviert. In der Festschrift für den Rektor der Universität Rostock und Verwaltungsjuristen Erich Schlesinger anlässlich dessen 75. Geburtstages 1955 schrieb Reintanz einen seerechtlichen Beitrag zum Thema: Gegen die Ölverschmutzung der Weltmeere.
Ab Mai 1950 wurde Reintanz persönlicher Referent des Außenministers Georg Dertinger. Zuvor hatte diese Position der parteilose Bernhard Ludwig von Mutius (1913–1979) inne, der „zugleich kommissarischer Hauptabteilungsleiter für Rechtsangelegenheiten“ war. Zudem wurde Reintanz „Leiter der Grundsatzabteilung“ im Ministerium für Auswärtige Angelegenheiten (MfAA) der DDR, später Leiter der Hauptabteilung Recht im MfAA in Berlin in der Luisenstraße. Als Außenminister Dertinger zusammen mit dem amtierenden polnischen Außenminister Stanislaw Skrzeszewski das Abschlussprotokoll der Grenzmarkierung der Oder-Neiße-Grenze am 27. Januar 1951 unterzeichnete, assistierte Gerhard Reintanz dem DDR-Minister. Als Hauptabteilungsleiter im Ministerium für Auswärtige Angelegenheiten war Gerhard Reintanz Mitglied der DDR-Delegation unter Leitung des Ministers der Justiz, Max Fechner, die 1952 Bulgarien besuchte.
Auf einer Tagung des Wissenschaftlichen Arbeitskreises der CDU in Vorbereitung des 6. Parteitages 1952 sah Reintanz es für notwendig an, einen breiteren Meinungsaustausch über das Verhältnis von Staat und Kirche „im sozialistischen Staat“ zu führen.
Während seiner Tätigkeit im Außenministerium hielt er nebenberuflich Vorlesungen über „völkerrechtliche Themen“ an der Deutschen Akademie für Staats- und Rechtswissenschaft „Walter Ulbricht“. An deren Vorgängerin, die „Deutsche Verwaltungsakademie Walter Ulbricht“, hatte er nach seiner Promotion an einem Lehrgang teilgenommen. Zudem las Reintanz im Institut für Archivwissenschaft über „deutsche Rechtsgeschichte“.
Der Bundesleitung des Kulturbundes zur demokratischen Erneuerung Deutschlands stellte er sich im Rahmen der Reihe „Vorträge zur Verbreitung wissenschaftlicher Kenntnisse“ als Referent zur Verfügung. Der Aufbau-Verlag Berlin veröffentlichte 1952 seinen populärwissenschaftlichen Vortrag Die Außenpolitik der Sowjetunion gegenüber Deutschland und Reintanz nannte im Literaturverzeichnis Schriften von Lenin, Stalin, Molotow, Wyschinski und von Politikern aus der DDR, Wilhelm Pieck, Grotewohl, Ulbricht sowie aus dem DDR-Außenministerium Anton Ackermann.
Aus dem Außenministerium schied Reintanz 1953 als CDU-Mitglied aus und er wurde nach Auffassung des Rechtshistorikers Rolf Lieberwirth (* 1920; † 2019) wie „alle CDU-Mitglieder des Ministeriums aus >Sicherheitsgründen< in andere Dienststellen umgesetzt“. Zur Verhaftung seines ehemaligen Chefs, des ersten DDR-Außenministers, im Januar 1990 befragt, antwortete Reintanz schriftlich: „Von der Verhaftung Dertingers erfuhr ich seinerzeit morgens durch die Zeitung. Ich bat den damaligen Staatssekretär Anton Ackermann in dieser Angelegenheit um ein Gespräch und erfuhr dabei, dass gegen mich in dieser Angelegenheit nichts vorläge.“
Unter den 15 Mitgliedern der Blockparteien, die „im Zuge einer strengen Kaderüberprüfung“ nach der „Amtsenthebung von Staatssekretär Anton Ackermann (SED)“ im Oktober 1953 aus dem Außenministerium entlassen wurden, befand sich der frühere persönliche Referent Dertingers und spätere Hauptabteilungsleiter.
Der Hallenser Rechtswissenschaftler Lieberwirth bewertete in seinen Erinnerungen die Berufung von Reintanz als Dozent für Völkerrecht im Sommer 1953 als eine „für die Entwicklung der Fakultät sehr günstige“, zumal sich der Völkerrechtler danach „auch auf Seerecht spezialisiert und viele Praktiker auf diesem Gebiet zur Promotion geführt“ hatte. Die Rostocker Universität besaß zu jener Zeit nicht mehr ihre Juristische Fakultät, so dass die Juristenfakultät der Martin-Luther-Universität Halle-Wittenberg auch Dissertationen zu seerechtlichen Themen betreute und abschließend das Promotionsverfahren sowie die Verleihung des juristischen Doktorgrades vornahm.

## Akteur in der Kirchenpolitik
Unter der Federführung von Gerhard Reintanz befasste sich die CDU-Arbeitsgruppe „Staat und Kirche“ mit dem Entwurf eines Übereinkommens, das noch offene Fragen zwischen Staat und Kirche regeln sollte, darunter die Auslegung des Artikels 41 der DDR-Verfassung von 1949 zur Religionsfreiheit. Reintanz wurde als Leiter des Arbeitszirkels Staat und Kirche beim Wissenschaftlichen Arbeitskreis der CDU der CDU mit der Fertigstellung der „Thesen zur kirchenpolitischen Lage“ beauftragt. Selbst sein Chef, Außenminister Dertinger, arbeitete als Experte gelegentlich in diesem Arbeitszirkel mit. Zu jener Zeit war Reintanz noch Hauptabteilungsleiter im DDR-Außenministerium. Reintanz vertrat auf dem 6. Parteitag der Ost-CDU 1952 in der Deutschen Staatsoper zum Verhältnis von Staat und Kirche die Auffassung, dass „von dem großen gesellschaftlichen Umformungsprozess auch die Kirchen nicht unberührt bleiben können. Dem Staat müsse es darum zu tun sein, die Achtung seiner Autorität, die Wahrung der Gewissensfreiheit und die Wahrung des Friedens in unserem Volk zu gewährleisten. Der Kirche müsse es darum zu tun sein, ein loyales Verhalten dem Staat gegenüber zu zeigen, die Bemühungen anzuerkennen, ein Höchstmaß an sozialer Gerechtigkeit zu erreichen und die Abgrenzung der Aufgaben zu klären.“
Reintanz wollte und sollte auf Veranlassung des Sekretariats des SED-Zentralkomitees 1952 Nachfolger des Leiters der Dienststelle »Verbindung zu den Kirchen« in der Regierungskanzlei der DDR werden, als der Amtsinhaber, der Jurist und CDU-Mann Kurt Grünbaum (1892–1982) in Misskredit bei der SED wegen „Unzuverlässigkeit“ geriet. Otto Nuschke entschied sich, als er Grünbaum trotz Fürsprache nicht halten konnte, für seinen Persönlichen Referenten Helmut Enke (* 1916), der kommissarischer Hauptabteilungsleiter im Oktober 1952 wurde. Der stellvertretende DDR-Ministerpräsident unterstützte dagegen nicht die Ambitionen von Reintanz von seinem Hauptabteilungsposten im MfA in die „Hauptabteilung Verbindung zu den Kirchen“ der Regierung der DDR zu wechseln, über die Nuschke die Dienstaufsicht hatte. Ein späterer Vorschlag des damaligen CDU-Funktionärs Günter Wirth, Reintanz für einen Staatssekretärsposten in einem neu zu gründenden Staatssekretariat für Kirchenfragen in der DDR-Regierung vorzusehen, wurde ebenfalls nicht verwirklicht. Und Reintanz wurde im Sommer 1953 Dozent für Völkerrecht an der Universität Halle.
Auf einer Konferenz des Christlichen Arbeitskreises im Deutschen Friedensrat, dem Reintanz angehörte, hielt er im November 1961 in Görlitz ein „Referat über den Deutschen Friedensplan“ vor 200 Theologen und wurde als Dekan der Juristischen Fakultät der Martin-Luther-Universität Halle-Wittenberg vorgestellt.
Als wissenschaftlicher Sachverständiger für internationale Fragen nahm Reintanz mit Peter Alfons Steiniger, an der II. Allchristlichen Friedensversammlung in Prag 1964 teil und dort kam es zu einem Gespräch mit Pastor D. Martin Niemöller. Gemeinsam mit Lothar de Maizière beriet Reintanz gelegentlich den Bund der Evangelischen Kirchen in der DDR. Reintanz verfasste einen Aufsatz über die Menschenrechte und Religionsfreiheit.

## Hochschullehrer
Nach seinem Ausscheiden aus dem DDR-Außenministerium in Berlin verstärkte Reintanz den Lehrkörper der Juristischen Fakultät an der Martin-Luther-Universität Halle-Wittenberg zunächst als Dozent für Staats- und Rechtstheorie und Völkerrecht sowie ab 1958 als Professor mit Lehrauftrag. Und er wurde mit Wirkung vom 1. Februar 1965 zum ordentlichen Professor mit vollem Lehrauftrag für das Fachgebiet Völkerrecht, See-, Luft- und Weltraumrecht berufen. Über den Beginn seines Lehrtätigkeit 1953 als Dozent an der Juristischen Fakultät der Martin-Luther-Universität Halle-Wittenberg berichtete Reintanz rückblickend, dass er Studenten als Hörer hatte, „die den zweiten Weltkrieg als Soldaten mitgemacht hatten, die mehrere Jahre in Gefangenschaft gewesen waren und als Familienväter über ihre berufliche Tätigkeit zur Arbeiter-und-Bauern-Fakultät und dann zum Fachstudium gekommen waren.“ Prodekan der Juristischen Fakultät der Martin-Luther-Universität zu Halle war Reintanz für mehrere Jahre ab 1954 unter dem Dekan Hans Hartwig (* 1894; † 1960). Reintanz wurde in seiner Position als Prodekan vom Strafrechtler John Lekschas abgelöst. Dieser wurde dann zu Beginn des Studienjahres 1957/58 Nachfolger des aus gesundheitlichen Gründen ausgeschiedenen Dekans der Hallenser Juristischen Fakultät, Hartwig. und sein Prodekan Gerhard Dornberger.
Reintanz setzte sich als Professor für ein praxisverbundenes Studium an den Universitäten mit der Maßgabe ein, dass die Formen und Methoden jedoch „für die einzelnen Zweige der Wissenschaft verschieden sein“ sollten. Im Blick auf die „Lehr- und Forschungsfreiheit des Westens“ formulierte der Jurist eine „Freiheit des wissenschaftlichen Arbeitens“ für die Hochschulen der DDR.
Im Jahr 1958 schrieb Dozent Reintanz einen Beitrag zur rechtlichen Lage Berlins. Reintanz war nebenberuflich als Direktor an der Zentralen Schulungsstätte der CDU der DDR „Otto Nuschke“' (ZSS) im Schloss Burgscheidungen in den Jahren 1958 bis 1961 und war Autor mehrerer Hefte aus Burgscheidungen. Als ZSS-Direktor unterschrieb er im Juli 1959 den Schriftverkehr über das zufällige Auffinden und von ihm veranlasste Bergen des Schatzes – Meißner Porzellane und Silbersachen – des enteigneten Schlossbesitzers, Graf von der Schulenburg. In den 1950er Jahren reiste Reintanz als Prodekan der Juristischen Fakultät der Martin-Luther-Universität Halle-Wittenberg zum wissenschaftlichen Erfahrungsaustausch in die Bundesrepublik Deutschland.
Die Leitung der SED-Parteiorganisation erstellte nach dem Mauerbau 1961 einen Bericht über die politisch-ideologische Situation an der Juristischen Fakultät für die Universitätsparteileitung (UPL) der MLU. Sie nannte darin namentlich sowohl „Genossen Rechtswissenschaftler“, die sich verpflichtet hatten, am „Produktionsaufgebot“ – in der DDR eine Kampagne zur Arbeits- und Leistungssteigerung – teilzunehmen, als auch einen „Kollegen“ Professor: Reintanz. Er hatte einen Beitrag zur Thematik „Abschluss des Friedensvertrages“, insbesondere über „die friedliche Regelung der Westberlinfrage“, zum Druck vorbereitet.

### Dekan der Hallenser Juristenfakultät
Das Dekanat der Juristischen Fakultät der Martin-Luther-Universität Halle-Wittenberg wurde Reintanz im Oktober 1961 übertragen. Er wurde in dieser Position Nachfolger von John Lekschas, der an die Universität Berlin berufen wurde. In der Antrittsvorlesung sprach Reintanz zum Thema „Die Aufgabe der UNO in unserer Zeit“. Der Hallenser Strafrechtler Rudolf Herrmann reichte seine Habilitationsschrift bei der Juristischen Fakultät unter dem Dekanat von Professor Reintanz am 14. August 1962 ein und verteidigte diese am 27. November desselben Jahres.
Der Dekan der Juristischen Fakultät an der Martin-Luther-Universität setzte sich im April 1964 auf einem Kolloquium des Friedensrates der DDR mit Möglichkeiten für eine schrittweise Annäherung beider deutscher Staaten auseinander.
In seiner Amtszeit als Dekan war er für die an der Juristischen Fakultät der Universität Halle bestehenden acht Institute neben seinen anderen Verpflichtungen verantwortlich. Es waren die von jeweils einem Direktor bzw. kommissarischen Direktor geleiteten Institute für:
- Staats- und Rechtsgeschichte, Rolf Lieberwirth;
- Staatsrecht, Willi Büchner-Uhder;
- Internationales Finanz- und Wirtschaftsrecht, Hans Spiller;
- Wirtschaftsrecht und Zivilrecht, Gerhard Dornberger (Zivilprozessrecht und Zwangsvollstreckungsrecht, Friedrich-Karl Winkler);
- LPG- und Bodenrecht (zeitweilig nicht besetzt mit einem Direktor, in die Lehrtätigkeit LPG-Recht wurde die Aspirantin und spätere Professorin Rosemarie Trautmann) einbezogen;
- Strafrecht, Hans Hinderer (ab Februar 1962; zuvor von Oktober 1961 bis zum Januar 1962 Axel Römer), kommissarischer Direktor des Instituts für Strafrecht.
- Arbeitsrecht, (zeitweilig nicht besetzt mit einem Direktor) und das
- Institut für Staats- und Rechtstheorie, das von Reintanz geleitet wurde. Zu seinen Mitarbeitenden in diesem Institut gehörten die damaligen Dozenten für Staats- und Rechtstheorie Inge Hieblinger und Rolf Schüsseler.
Am 14. November 1963 wurde Reintanz mit einer völkerrechtsgeschichtlichen Arbeit unter dem Titel Der Rechtsstatus der Territorialgewässer im demokratischen Völkerrecht gemeinsam mit dem Rostocker Juristen Jörgen Haalck habilitiert. Sein Nachfolger als Dekan wurde der bisherige Prodekan Willi Büchner-Uhder (1928–2003), der zuvor Dozent für Verwaltungsrecht war und am 1. September 1963 zum Professor mit Lehrauftrag für Staatsrecht berufen wurde.
Im letzten, vor der dritten Hochschulreform, erschienenen Personal- und Vorlesungsverzeichnis wurde er als „Professor mit vollem Lehrauftrag“ und als „Direktor“ des Instituts für Staats- und Rechtstheorie zusammen mit der Professorin Inge Hieblinger aufgenommen. Seine Vorlesungen in Völkerrecht beschränkten sich auf drei Wochenstunden für das 3. Studienjahr. Zudem bot er im Vorjahr noch ein fakultatives Kolloquium für die Studierenden in der Fachrichtung Wirtschaftsrecht an, in dem u. a. Fragen des „Internationalen See- und Luftrechts“ behandelt wurden.
Als Völkerrechtler an der Martin-Luther Universität Halle-Wittenberg war er Gutachter von über 100 Doktorarbeiten, darunter auch von einigen wenigen, die aus der damaligen Bundesrepublik in den 1960er Jahren der Universität Halle vorgelegt wurden.

### International anerkannter Völkerrechtler
Das Spezialgebiet von Gerhard Reintanz war das Seevölkerrecht. Von 1964 bis zu seiner Emeritierung 1980 war Reintanz Professor mit vollem Lehrauftrag an der Juristischen Fakultät, die nach der 1968er Hochschulreform in der DDR Sektion Staats- und Rechtswissenschaft der Martin-Luther-Universität Halle-Wittenberg in Halle (Saale) hieß. Reintanz sowie Rolf Lieberwirth (1920–2019] gehörten in den 1960er Jahren nicht der SED an, abgesehen von dem aus persönlichen Gründen aus Münster nach Halle (Saale) zugezogenen Hochschullehrer Arthur Wegner (* 25. Februar 1900; † 29. Juni 1989), der von 1963 bis 1965, dem Eintrittsjahr ins Rentenalter, ein „persönliches Ordinariat“ für Strafrecht und Geschichte des Strafrechts innehatte. Reintanz hatte seinen Entschluss, einem „bestehenden Zirkel“ für juristische Hochschullehrer „zum Studium des dialektischen Materialismus beizutreten“, 1958 mit der Begründung erklärt, „die Beschäftigung mit dem dialektischen Materialismus wird uns Nichtmarxisten helfen, das Wollen unserer marxistischen Kollegen besser zu verstehen.“ Zuvor war der Völkerrechtlicher im März 1958 auf einer Konferenz zur Auseinandersetzung mit revisionistischen Auffassungen unter Rechtswissenschaftlern der DDR-Universitäten angegriffen worden, welche die Juristenfakultät der Karl-Marx-Universität Leipzig durchgeführt hatte, unter Heranziehung seines Beitrags in der DDR-Zeitschrift „Staat und Recht“ anlässlich des zehnten Jahrestages der Unabhängigkeit der Union von Burma. Einer der Teilnehmer nannte den Autor Reintanz des kritisierten Aufsatzes über Burma namentlich mit der anprangernden Beschuldigung, dass „diese Darstellung bedeutet, das Selbstbestimmungsrecht der Nationen zu leugnen und sich objektiv auf den Boden des Kapitalismus zu stellen“.
Nach der Babelsberger Konferenz waren Veröffentlichungen u. a. von Reintanz unter das „Seziermesser“ von Karl Polak gekommen und danach geprüft, „inwieweit“ die Konferenz „in den einzelnen Rechtszweigen verstanden worden“ sei.
Reintanz gehörte einer Arbeitsgruppe unter Leitung von Walter Poeggel (1929–2019) an, die in den 1970er Jahren ein Lehrprogramm ausarbeitete. Dieses Programm wurde im Juli 1975 vom Stellvertreter des Ministers für Hoch- und Fachschulwesen, Gregor Schirmer, als verbindliches Lehrprogramm bestätigt. 1986 wurde das Programm durch das „Lehrprogramm für das Lehrgebiet Völkerrecht zur Ausbildung in den Fachrichtungen Rechtswissenschaft (Justiz), Rechtswissenschaft (Wirtschaft) innerhalb der Grundstudienrichtung Rechtswissenschaft“ vom DDR-Ministerrat, Ministerium für Hoch- u. Fachschulwesen, ersetzt. Reintanz veröffentlichte auch in westdeutschen Fachpublikationen einige Beiträge, beispielsweise zu Ehren von Alex Meyer anlässlich dessen Ausscheidens als Direktor des von ihm gegründeten Instituts für Luftrecht und Weltraumrechtsfragen an der Kölner Universität. Er unterhielt Kontakte zu westdeutschen und ausländischen Völkerrechtswissenschaftlern, die vor allem für die Beschaffung von Fachliteratur aus deren Autorschaft nützlich waren.
Nach der Emeritierung von Reintanz wurde der Wissenschaftsbereich Völkerrecht unter seinem Nachfolger mit dem Bereich Internationales Finanz- und Wirtschaftsrecht, den Hans Spiller (* 1923; † 2014) bis zu seinem Ruhestand 1988 leitete, zum Wissenschaftsbereich Internationales Recht vereinigt. Der Dozent und außerordentliche Professor für Internationales und vergleichendes Versicherungsrecht, Siegfried Schulze, gehörte schlussendlich zum Wissenschaftsbereich Internationales Recht und engagierte sich wie vorher Reintanz ebenfalls in der CDU.

## Autor im Zentralorgan Neue Zeit
Reintanz besaß das Talent, in lockerem Stil Probleme pointiert zu formulieren, was er bereits als deutscher Fachoffizier und Kriegsteilnehmer unter Beweis gestellt hatte. Ein Hauptmann Bühlmann aus Bern zitierte bereits 1942 Reintanz wörtlich aus dessen Aufsätzen „Sandsturm, Kraftwagenkolonne im «Ghibli»“ und „Ein Tag an einer Feldküche in der afrikanischen Wüste“ in der Abhandlung über Verpflegungsgrundsätze und die Versorgung der deutschen Truppen in Afrika, die in einer militärischen Fachzeitschrift der Schweiz veröffentlicht wurde.
Gerhard Reintanz schrieb seit 1953 Beiträge für das Zentralorgan Neue Zeit der DDR-CDU zur Deutschlandfrage bzw. zu internationalen Problemen. Im Jahre 1957 führte Reintanz als Mitglied des CDU-Hauptvorstandes, dem er von 1952 bis 1964 angehörte, in Neue Zeit aus, „die Vereinigung der beiden deutschen Staaten zu einem friedliebenden, demokratischen, souveränen gesamtdeutschen Staat bleibt das oberste Ziel unserer Republik“ und kommentierte den Vorschlag der Bildung einer Konföderation.
Als zunächst nur kommissarischer Leiter des zeitweiligen Instituts für Völkerrecht an der Martin-Luther-Universität in Halle-Wittenberg setzte sich Reintanz im November 1958 für einen „Friedensvertrag mit Deutschland“ ein als Lösung der in einer Chruschtschow-Rede aufgeworfenen „Deutschland betreffenden Fragen“. Ab 1959 bis 1967 wirkte Reintanz als Direktor des Instituts für Staats- und Rechtstheorie an der Martin-Luther-Universität Halle-Wittenbergund äußerte sich zu einem eventuellen Abschluss eines Friedensvertrages mit Deutschland und zum DDR-Staatsbürgerschaftsgesetz.
Reintanz äußerte sich zu tagespolitischen Fragen und zitierte dabei Passagen aus völkerrechtlichen Dokumenten so auch, als er die Rechtslage Berlins in einem Neue Zeit-Beitrag am 19. November 1958 beurteilte. Er rief den NZ-Lesern in Erinnerung, dass die Teilung Berlins in vier Sektoren auf einer „Sonderregelung für die deutsche Hauptstadt“ beruhte ebenso wie die seinerzeitige „Wahl Berlins zum Sitz des Kontrollrats“. Er deutete diese Tatsachen dahingehend, dass damit „die vier Mächte die Gemeinsamkeit ihres Handels unterstreichen wollten“ und „sie Deutschland als eine Einheit betrachten.“ In dem Zeitungsartikel forderte Reintanz vorausschauend die Lösung der Deutschland betreffenden Fragen durch Verhandlungen. Internationale Aufmerksamkeit, besonders in den USA, erregte Reintanz mit seiner Empfehlung, die westlichen Alliierten sollten mit der DDR verhandeln, darunter über den nichtmilitärischen Verkehr des „Westens“ nach Berlin. In der Zeitung Ames Daily Tribune wurde Reintanz als „kommunistischer Rechtsexperte“ bezeichnet und sein NZ-Beitrag so zusammengefasst, dass „er sagte, der Westen benutze die Luftkorridore illegal für den nichtmilitärischen Verkehr“ und „die westlichen Alliierten müssen mit der ostdeutschen Regierung verhandeln“, um ins „isolierte West-Berlin“ zu Lande oder im Luftverkehr zu gelangen".
Als CDU-Hauptvorstandsmitglied seit 1952 verpackte Reintanz kritische Bemerkungen zu innenpolitischen Entwicklungen in gewünschten Stellungnahmen, zum Beispiel anlässlich des ersten Jahrestages der Erklärung des Staatsrates der DDR vom 4. Oktober 1960, indem er nach dem Mauerbau 1961 formulierte: „Unsere Abgeordneten müssen mit darauf sehen, das Schluß gemacht wird mit undemokratischem Verhalten, Herumkommandieren und Bevormunden.“ Im Jahre 1965 unterschrieb Reintanz einen Appell zur Verhinderung der Notstandsgesetze gemeinsam mit seinen Kollegen Willi Büchner-Uhder (1928–2003), Rolf Lieberwirth, Hans Spiller, Arthur Wegner sowie der emeritierten Professorin Gertrud Schubart-Fikentscher und anderen Rechtswissenschaftlern von DDR-Universitäten bzw. -Hochschulen, darunter Rudolf Arzinger, Rainer Arlt, Karl Bönninger, Gerhard Buchda, Bernhard Graefrath, Hermann Klenner, Hans Nathan (1900–1971), Walther Neye, Peter A. Steiniger und Wolfgang Weichelt.

## Rechtsauffassung zur Wiedervereinigung
Reintanz hatte sich seit den 1950er Jahren mit möglichen Wegen zur Wiedervereinigung Deutschlands aus völkerrechtlicher Sicht befasst. Er hielt an seiner Rechtsauffassung zur Wiedervereinigung fest, als im Jahre 1964 bei der öffentlichen Verteidigung der Habilitationsschrift des Direktors des Instituts für Völkerrecht der Leipziger Universität, Rudolf Arzinger, von diesem eine Rechtspflicht dazu mit der These bestritten wurde, solche Pflicht würde auf Untergrabung der Koexistenz in Deutschland hinauslaufen. In Anwesenheit von weiteren Völkerrechtlern der DDR wie Herbert Kröger, Direktor des Instituts für Internationale Beziehungen, Babelsberg, Joachim Peck, Leiter der Arbeitsstelle Völkerrecht der Deutschen Akademie der Wissenschaften, Berlin, Gregor Schirmer, Universität Jena, Peter Alfons Steiniger, Humboldt-Universität zu Berlin und dem Leiter der Abteilung für Rechts- und Vertragswesen des Außenministeriums der DDR, Herbert Süß, kleidete Reintanz seine Rechtsauffassung in eine Frage. Der Publizist Hansjakob Stehle griff diese Frage in der westdeutschen Zeitschrift Die Zeit unter Bezug auf die in Ost-Berlin erschienene 1964er Augustausgabe der Zeitschrift „Deutsche Aussenpolitik“ auf und formulierte: „Professor Reintanz (Halle) wagte die Frage, ob es nicht doch eine Rechtspflicht zur Wiedervereinigung gäbe“. Seine Rechtsauffassung zur Wiedervereinigung beider deutscher Staaten hatte Reintanz 1958 so formuliert: „Sie haben über die Pflicht der friedlichen Koexistenz hinaus die historische und nationale Pflicht, die staatliche Einheit des deutschen Volkes wiederherzustellen“.

## Auszeichnungen
Anlässlich des zehnjährigen Bestehens der Nationalen Front wurde Reintanz 1957 im Haus der Ministerien in Berlin auf einer Festsitzung des Nationalrats mit der Ernst-Moritz-Arndt-Medaille ausgezeichnet zusammen mit weiteren CDU-Funktionären, z. B. Gerald Götting und Max Sefrin. Die Begründung für diese am 12. Dezember 1957 überreichte Medaille lautete damals „Für den aktiven Einsatz im Kampf um die Wiedervereinigung Deutschlands“. Zwei Jahre zuvor hatte er die „Ehrennadel der Nationalen Front“ erhalten. Das rechteckige Wappenschild der Ehrennadel war in schwarz-rot-gold ausgelegt und noch nicht wie ab 1960 mit dem Staatswappen der DDR ausgestattet. Mit der Medaille für ausgezeichnete Leistungen wurde er 1956 geehrt.
Reintanz erhielt 1959 in seiner Eigenschaft als Direktor der Zentralen Schulungsstätte Otto Nuschke den Vaterländischen Verdienstorden (VVO) in Bronze. Vom Kulturbund der DDR wurde Reintanz mit der Johannes-R.-Becher-Medaille in Gold geehrt. Mit dem Vaterländischen Verdienstorden in Silber wurde der Rechtsprofessor zum 1. Mai 1964 unter Hinweis auf seine Funktion als Vorsitzender des Bezirksausschusses der Nationalen Front Halle im Zusammenhang mit seinem 50. Geburtstag ausgezeichnet. Beruflich war Gerhard Reintanz neben seinem Lehrauftrag für Völkerrecht in dieser Zeit ab 1958 – bis zum Abschluss der Hochschulreform an der Hallenser Juristenfakultät 1969 – zugleich Direktor des Instituts für Staats- und Rechtstheorie an der Martin-Luther-Universität Halle-Wittenberg. Mit der Medaille für Verdienste um die Freundschaft der Völker in Gold wurde er 1974 ausgezeichnet und den Forschungspreis der Martin-Luther-Universität erhielt der Völkerrechtler 1977.
Auf einem Ehrenkolloquium der Martin-Luther-Universität aus Anlass des 70. Geburtstages des emeritierten Professors, referierte der Präsident der Gesellschaft für Völkerrecht in der DDR, Harry Wünsche (* 1929; † 2008), zur Entwicklung der Formel „Allgemeines bzw. Gemeinsames Erbe der Menschheit“ im Internationalen Recht sowie deren Auswirkung auf eine friedliche Nutzung der Weltmeere und ihrer natürlichen Ressourcen. Zugleich wurden u. a. die Pionierleistungen des Jubilars auf dem Gebiet der Seeversicherung durch den letzten Präsidenten der DDR-Gesellschaft für Seerecht, Ralf Richter, gewürdigt. Die Gesellschaft für Seerecht berief Gerhard Reintanz 1981 zu ihrem Ehrenpräsidenten.
Das Otto-Nuschke-Ehrenzeichen in Gold erhielt Gerhard Reintanz im Juni 1984 in Verbindung mit dem CDU-Gründungsjubiläum.

## Funktionen
Vor der völkerrechtlichen Anerkennung der DDR durch westeuropäische Staaten wurde – gemeinsam mit weiteren Freundschaftsgesellschaften zu nichtsozialistischen Ländern – die Deutsch-Italienische Gesellschaft in der DDR ins Leben gerufen. Ihr erster Präsident war ab 8. Januar 1963 Gerhard Reintanz, zu jener Zeit Dekan der Juristischen Fakultät der Martin-Luther-Universität Halle-Wittenberg. Die Funktion als Präsident der Freundschaftsgesellschaft übte Reintanz bis 1975 aus. Am 26. April 1963 wurde Reintanz in die Liga für Völkerfreundschaft als einer ihrer Vizepräsidenten berufen. Als gesellschaftliche Organisationen, „aktiv die Freundschaft zu anderen Ländern pflegen“, waren die Freundschaftsgesellschaften Mitglied in der 1961 gegründeten Liga für Völkerfreundschaft der DDR. Reintanz wurde 1961 auf der Gründungsveranstaltung der Deutsch-Afrikanischen Gesellschaft – später umbenannt in Freundschaftsgesellschaft DDR-Afrika – in Berlin in deren Präsidium gewählt. In einer Bilanz, anlässlich des fünfjährigen Bestehens der Deutsch-Italienischen Gesellschaft in der DDR, nannte ihr Präsident Reintanz als Beispiel für die sich entwickelnden Kontakte zu Italien vor allem kulturelle Begegnungen, an deren Vorbereitung und Gestaltung die Freundschaftsgesellschaft mitwirken konnte. Zeitgenössische italienische Graphik lernten Kunstliebhaber der DDR durch die Mitwirkung dieser Freundschaftsgesellschaft kennen. Für das Projekt konnte der italienische Kunstkritiker Giorgio Trentin (1917–2013) gewonnen werden. Im Jahre 1975 wurde Nachfolger von Gerhard Reintanz im Amt des Präsidenten der Gesellschaft Heinrich Toeplitz. Ab 1973 trug die Organisation den Namen Gesellschaft DDR-Italien und ab März 1990 trafen sich Interessenten, denen es an der Neukonstituierung einer deutsch-italienischen Gesellschaft in der DDR gelegen war. Es kam zunächst 1990 zur Gründung der Deutsch-Italienischen Gesellschaft in Thüringen e. V. mit dreihundert Mitgliedern, die den Zugang zu italienischer Kultur und Geschichte bedeutend erleichtern sollte.
Von 1954 bis 1966 war Gerhard Reintanz Vorsitzender des Bezirksausschusses Halle der Nationalen Front der DDR (Nachfolger von Heinz Glaser). Reintanz wurde in dieser Funktion durch Harald-Dietrich Kühne ersetzt. Einer der Höhepunkte während der Amtszeit von Reintanz in dieser ehrenamtlichen Funktion waren die Gedenkfeiern zum 300. Geburtstag August Hermann Franckes, an denen er teilnahm.
Dem Zentralvorstand der Gesellschaft für Deutsch-Sowjetische Freundschaft gehörte Reintanz von 1958 bis 1960 an. Seit Gründung eines DDR-Komitees für europäische Sicherheit am 24. März 1970 in Berlin gehörte der Völkerrechtler Reintanz diesem Gremium als Mitglied an zusammen mit dem Staatsrechtler Poppe ebenfalls von Martin-Luther-Universität Halle-Wittenberg. Zeitweilig war Reintanz Schiedsrichter am Handelsschiedsgericht der Kammer für Außenhandel der DDR. Überdies bekleidete er die ehrenamtlichen Funktionen eines Vizepräsidenten der Gesellschaft für Völkerrecht in der DDR und der Gesellschaft für Seerecht der DDR. Er wurde schließlich Ehrenpräsident der DDR-Seerechts-Gesellschaft.
Reintanz war im Januar 1965 Teilnehmer der konstituierenden Versammlung der Gesellschaft für Völkerrecht in der DDR und in ihren Exekutivrat als einer der Vizepräsidenten gewählt worden. Zeitweilig war er Schiedsrichter bei der Kammer für Außenhandel.
Reintanz war an der Ausarbeitung des UN-Seerechtsübereinkommens als einer der DDR-Vertreter – die DDR-Delegation stand unter der Leitung seines ehemaligen Doktoranden Gunter Görner – durch die Mitarbeit in einer Unterkommission in Genf beteiligt. Im Jahre 1974 leitete Reintanz die DDR-Delegation zur Genfer Tagung des Rechtsunterausschusses des UN-Weltraumkomitees.

## Privates
Sein Vater, Paul Reintanz, war Polizei-Kommissar in Lauenburg in Pommern,. Mit den Belangen der Seefahrt wurde er bereits als Jugendlicher durch seinen Vater vertraut gemacht. Dieser verstarb 1936 und die Mutter, Martha Reintanz geb. Siems, ließ der Verstorbene als nicht vermögende Witwe zurück.
Reintanz leistete von 1935 bis 1937 seinen Wehrdienst in Stettin und trat in den Heeresverwaltunssdienst ein. Dort konnte er seine juristische Ausbildung als „Intendatur-Referendar“ in der Wehrmacht fortsetzen. Am 6. Juni 1944 bestand er die Prüfung zum „Intendantur-Assessor“.
Verheiratet war Gerhard Reintanz seit 1942 mit der Apothekerin Elisabeth Reintanz, geborene Krüper, aus Ueckermünde (1919–2011). Aus der Ehe gingen ein Sohn, der spätere Oberfeldarzt a. D. und HNO-Arzt Gerhard Reintanz jun. (1943–2018), und die Tochter Ingrid (1945–2009) hervor, die über 25 Jahre im Dienst der Stadt Halle (Saale) tätig war, zuletzt im Sozialamt. Die Frömmigkeit seiner Mutter und die Mitgliedschaft seines Schwiegervaters Krüper in der CDU sowie sein Wille „ein neues Leben in Deutschland aufzubauen“ führten nach Rückkehr aus der Kriegsgefangenschaft 1947 dazu, Anfang 1948 in diese Partei auf einer CDU-Versammlung in Liepgarten unweit von Ueckermünde einzutreten. Nach seiner Tätigkeit als Stadtkämmerer in Güstrow und Stellvertreter des Oberbürgermeisters dort kam er Anfang 1950 nach Berlin.
Im Herbst 1952 beteiligte sich Reintanz mit anderen Mitarbeitern des Ministeriums für Auswärtige Angelegenheiten (MfAA) unter der Leitung von Dertinger im Rahmen des Nationalen Aufbauprogramms der Hauptstadt an der Enttrümmerung der Neuen Königstraße, der vierten Baustelle, welche die Belegschaft des Ministeriums für Auswärtige Angelegenheiten in Berlin abräumte. Daneben übte er Lehrtätigkeit aus. Er las gelegentlich an der Deutschen Akademie für Staats- und Rechtswissenschaft", an dessen Vorgängereinrichtung Deutsche Verwaltungsakademie Walter Ulbricht er einen Lehrgang besucht hatte, über völkerrechtlich Themen und am Institut für Archivwissenschaft über Deutsche Rechtsgeschichte.
In Berlin wohnte Familie Reintanz in der Karlshorster Treskowallee. Nach dem Umzug von Ost-Berlin nach Halle (Saale) in die Martha-Brautzsch-Straße im Jahre 1953 besaß die Familie Reintanz ein Premieren-Abonnement ab 1954, das sie für Neuinszenierungen besonders von Händel- und Wagner-Opern sowie von Operetten nutzte. Die Aufführungen fanden im nach Kriegsschäden 1951 vereinfacht wieder aufgebauten Stadttheater statt. Bei einer Leserumfrage der Tageszeitung Neue Zeit wurde Reintanz 1962 gefragt, was ihn kulturell am stärksten beeindruckt hat und er nannte u. a. „Lofter, der Mann mit dem verlorenen Gesicht, jenes Stück von Günther Weisenborn, das mit seiner moralischen und sozialen Kritik vom Halleschen Landestheater vollendet dargeboten wurde.“
Die CDU-Zeitung Neue Zeit nutzte Reintanz als Forum, um über seine Forschungen und damit verbundene Dienstreisen zu berichten, zum Beispiel über seine Teilnahme am XIII. Jahreskongress der Internationalen Astronautischen Föderation 1962 in Bulgarien. In einem darauf folgenden Interview im November 1962 beantwortete der Dekan der Juristischen Fakultät allgemein interessierende Fragen zum Weltraumrecht und appellierte an die Leser ihm Näheres zur Biographie des Pioniers des kosmischen Rechts, Vladimír Mandl, mitzuteilen, was einige Wochen später Erfolg hatte. Zur umfangreichen Bibliothek von Reintanz gehörten das Bändchen von Mandl, „Das Weltraumrecht“ von 1932 und der 1962 in Moskau erschienene Band „Kosmos und internationales Recht“, der mit einer persönlichen Widmung des Autors Jewgeni A. Korowin (* 1892; † 1964) für ihn versehen war. Reintanz besaß „einen Sammelband, 1392 Seiten zählend, mit Artikeln zum Weltraumrecht gefüllt und 1961 in Washington zum Gebrauch für den Senat des 87. USA-Kongresses zusammengestellt“; darin war ein Beitrag von ihm mitaufgenommen worden unter der Rubrik „Kommunistische Artikel“ sowie seine Arbeiten zum Weltraumrecht in deutscher, polnischer und russischer Sprache.
Reintanz gehörte zu der kleinen Gruppe von Hochschullehrern an der Martin-Luther-Universität in Halle, die auf Individualität sowie Stil setzte und das auch äußerlich durch Tragen einer Fliege statt einer Krawatte zum Ausdruck brachte. Der Ost-CDU-Parteivorsitzende Nuschke charakterisierte Anfang der 1950er Jahre „Herrn Dr. Reintanz“ unter Anerkennung aller seiner Fähigkeiten als einen Menschen, der die Belange der eigenen Karriere in den Mittelpunkt seiner Entscheidungen stellt und „der seine parteipolitische und gesellschaftliche Betätigung gerade noch in den Grenzen des unbedingt Notwendigen hält.“ Bei all dem bewahrte der Norddeutsche einen „kühlen“ Kopf, wie ihm Nuschke frühzeitig attestierte.
Anfangs wurde Reintanz in der DDR von „Genossen Rechtswissenschaftlern“ als „bürgerlicher Wissenschaftler“ bezeichnet, um ihn herabzuwürdigen, was er sich jedoch nicht gefallen ließ. Derartige Diffamierung durch SED-Mitglieder wurde später als „sektiererisches Vorgehen“ von der SED-Führung bezeichnet und offiziell abgestellt. Nachdem Reintanz 1978 aus gesundheitlichen Gründen um seine Emeritierung nachgesucht hatte und im Mai desselben Jahres invalidisiert wurde, beschäftigte er sich weiterhin mit see- und weltraumrechtlichen Fragen sowie mit Rechtsfragen des internationalen Umweltschutzes und die gemeinsame Verantwortung der Staaten bei der Verbesserung der natürlichen Umwelt des Menschen. Überdies begann er seine Lebenserinnerungen niederzuschreiben: „Zu wünschen bleibt, dass es keinen 3. Weltkrieg (mit Atomwaffen!) gibt – es wäre das Ende der Menschheit“, lautete eine seiner Schlusszeilen.
Reintanz starb im 84. Lebensjahr und wurde auf dem Evangelischen Friedhof Böllberg in Halle (Saale) beigesetzt.

## Werk
Reintanz beschäftigte sich mit internationalen Verträgen und insbesondere dem Völkerrecht. Im Jahre 1956 war Reintanz in der DDR Herausgeber der Schrift Die kollektive Sicherheit. Das System der kollektiven Sicherheit und die Fragen der Gewährleistung der Sicherheit der Welt, die der polnische Völkerrechtler Manfred Lachs (1914–1993) verfasst hatte. Reintanz war 1960 am Schauprozess gegen den Vertriebenenminister der Bundesrepublik Deutschland, Theodor Oberländer, durch ein Gutachten über die Pflicht der DDR, Oberländer als Kriegsverbrecher anzuklagen beteiligt. 1966 hatte er Anteil an den Transitverträgen zwischen der Bundesrepublik Deutschland und der DDR durch das Beschaffen von Unterlagen aus dem Büro von Dieter Schröder. Im Februar 1966 nahm Gerhard Reintanz zusammen mit Jörgen Haalck an einer Tagung des Deutschen Vereins für Internationales Seerecht in Hamburg teil.
Besonders engagierte sich Reintanz im Weltraumrecht. Der Forderung nach praxisorientierter Forschung entsprach Reintanz als Hochschullehrer und Leiter des Bereichs Völkerrecht der Sektion Staats- und Rechtswissenschaft an der Martin-Luther-Universität Halle-Wittenberg, indem er seine Kontakte zum Ministerium für Auswärtige Angelegenheiten (MfAA), vornehmlich zum Hauptabteilungsleiter der Abteilung Rechts- und Vertragswesen, Botschafter Dr. Herbert Süß (* 1931; † 2007), dazu nutzte, um aktuelle Forschungsthemen zu erhalten und bearbeiten zu können. Bei den seerechtliche Themen widmete er sich der Meeresverschmutzung und der Meeresforschung. Zu letzterer bemerkte er vor einer rechtswissenschaftlichen Darstellung: „Da die zur Meeresforschung eingesetzten Fahrzeuge anfangs Kriegsschiffe, Hilfskriegsschiffe oder Dienstschiffe waren, die seinerseits bestimmte Immunitäten und Sonderrechte beim Anlaufen fremder Häfen für sich in Anspruch nehmen können und andererseits bestimmten Meldepflichten unterliegen, sind eine Reihe von Staaten, zum Beispiel Brasilien, Frankreich, Jugoslawien, Norwegen und Spanien, dazu übergegangen, das Einlaufen von Forschungsschiffen, gleichgültig welchen Status sie haben, in ihren Häfen anmelde- und genehmigungspflichtig zu machen. Das kann unter Umständen die Forschungsarbeiten beeinträchtigen. Daher die Forderung nach vereinfachten Formalitäten für das Anlaufen fremder Häfen durch Forschungsschiffe.“
Mit einem seiner Doktoranden beschrieb er völkerrechtliche Regelungen zur Registrierung von Weltraumobjekten.
Reintanz war Mitglied der Internationalen Astronautischen Föderation.
Reintanz befasste sich mit dem Staatsrecht Ghanas, Indiens, Indonesiens und Südafrikas. Daneben veröffentlichte er zum Seerecht, Wasserwirtschaftsrecht und Weltraumrecht. Er gehörte der DDR-CDU an und war Mitglied des Hauptvorstandes. Seine Aufsätze veröffentlichte Gerhard Reintanz vor allem in den Zeitschriften „Wissenschaftliche Zeitschrift der Martin-Luther-Universität Halle-Wittenberg“, „Staat und Recht“ sowie „Neue Justiz“. Reintanz war Mitglied des Internationalen Instituts für Weltraumrecht (International Institute of Space Law/IISL). Nach seiner Emeritierung war Reintanz weiterhin korrespondierendes Mitglied der Internationalen Astronautischen Akademie.

## Schriften (Auswahl)
Im Deutschen Gelehrten-Kalender von 1961 bis 1976 sind die fachlichen Interessengebiete von Reintanz zusammengefasst: Völkerrecht, See-, Luft- und Weltraumrecht, Verkehrsrecht, Staatsrecht vornehmlich asiatischer und afrikanischer Staaten, zu denen er auch veröffentlicht hat.
- Das Problem der Gemeindeaufsicht in der neuen demokratischen Ordnung. Dissertation, Universität Rostock, 1948, OCLC 1220905149
- Die Außenpolitik der Sowjetunion gegenüber Deutschland.[166]
- Die Integration des amerikanischen Kontinents nach dem Zweiten Weltkrieg. In: Wissenschaftliche Zeitschrift der Martin-Luther-Universität Halle-Wittenberg. 3. Jahrgang, 1953/54, Heft 6, S. 915ff.; Halle, 1953.
- Völkerrecht und Massenvernichtungswaffen. In: Wissenschaftliche Zeitschrift der Martin-Luther-Universität Halle-Wittenberg, Gesellschafts- und Sprachwissenschaftliche Reihe, Jg. 4, 1954/55, Heft 1, S. 29–50.
- mit Hans Hartwig: Zum Verbotsprozess gegen die kommunistische Partei Deutschlands vor dem Bundesverfassungsgericht in Karlsruhe. In: Wissenschaftliche Zeitschrift der Martin-Luther-Universität Halle-Wittenberg, Jg. 4 (1955), Heft 5 OCLC 904996764
- Der Staatsaufbau Jugoslawiens. In: Staat und Recht; Bd. 5, Nr. 4 (1956), S. 450–467.
- Paktsysteme im Mittleren Osten nach 1945. Sonderdruck aus der Wissenschaftlichen Zeitschrift der Martin-Luther-Universität Halle-Wittenberg, 1958.
- Der Staatsaufbau der Indischen Union., Berlin, 1957.
- Auf dem Wege zur Wiedervereinigung Deutschlands. In: Hefte aus Burgscheidungen. Nr. 6, 1958.
- Bemerkungen zur Deutschland-Frage und zum Berliner Problem. In: Blätter für deutsche und internationale Politik; Bd. 3 (1958), Heft 12, S. 929–932.
- Afrika. In: Hefte aus Burgscheidungen. Nr. 26, 1959.
- mit Heinz Büttner und Erwin Krubke: Friedensvertrag mit Deutschland. In: Hefte aus Burgscheidungen. Nr. 38, 1960.
- Festvortrag zum 15. Jahrestag der Befreiung Deutschlands vom Faschismus. In: Wissenschaftliche Zeitschrift der Martin-Luther-Universität Halle-Wittenberg. 9. Jahrgang (1960), OCLC 604326743
- Ostsee – Meer des Friedens. In: Hefte aus Burgscheidungen. Nr. 43, 1960.Digitalisat
- Die Verfassung Indiens in der Fassung vom 1. November 1956, Berlin, 1961.
- Die Entstehung der Zoneneinteilung Deutschlands und der Sektoreneinteilung Berlins. In: Der Deutsche Imperialismus und der Zweite Weltkrieg, Bd. 5; Berlin, 1962.
- Internationale Rechtsgrundlagen der Hochseefischerei. In: Wissenschaftliche Zeitschrift der Martin-Luther-Universität, Halle-Wittenberg, Bd. 11, Nr. 10 (1962), S. 1211–1241
- Internationales Seerecht. Dokumente., Berlin, 1962.
- mit Jürgen Haalck: Der Rechtsstatus der Territorialgewässer im demokratischen Völkerrecht. Habilitationsschrift. Universität Halle-Wittenberg, 1963.
- Der Kieler Kanal und der Friedensvertrag mit Deutschland. In: Wissenschaftliche Zeitschrift der Ernst-Moritz-Arndt-Universität Greifswald; Bd. 12, Nr. 5/6 (1963), S. 623–629
- Rechtsgrundlagen des amerikanische Nachrichten-Satelliten-Systems. In: Wissenschaftliche Zeitschrift der Universität Halle (Gesell. Sprachw. Reihe), 14. Jahrgang, 1965, S. 299–304.
- Um das Nordsee- und Ostsee-Erdöl. In: Deutsche Aussenpolitik; Bd. 11, Nr. 4 (1966), S. 458–466
- Völkerrechtliche Grundlagen zur Lösung der deutschen Frage. In: Wissenschaftliche Beiträge der Martin-Luther-Universität Halle-Wittenberg, 1966/10 (B 1), S. 26–34
- Seeversicherung (Lehrmaterial). Wilhelm-Pieck-Universität Rostock, Ingenieurökonomische Fakultät, Abteilung Fernstudium und Weiterbildung, 1967, OCLC 935295770
- Die Flugbahnen von Interkontinental-, Global- und Orbital-Raketen. In: Flieger-Jahrbuch 1967. Eine internationale Umschau der Luft- und Raumfahrt, S. 101[167]
- Der internationale Vertrag über die friedliche Nutzung des Weltraumes. In: Staat und Recht Bd. 16, Nr. 3 (1967), S. 470–486
- Weltraumrecht. Staatsverlag der DDR, Berlin, 1967.
- Gedanken zur europäischen Sicherheit. In: Jahrbuch für internationales Recht, Bd. 13 (1967) S. 82 ff.
- Internationales Wasserwirtschaftsrecht. In: Wissenschaftliche Beiträge der Martin-Luther-Universität Halle-Wittenberg. Nr. 6/1967.[168]
- Zehn Jahre Genfer Seerechtskonvention. In: Staat und Recht, Bd. 17, Nr. 3 (1968), S. 426–444
- Wissenschaftlich-technische Revolution und einige Probleme des Völkerrechts. In: Staat und Recht, Bd. 18, Nr. 7 (1969), S. 1074–1084
- Apartheid in Südafrika. Staatsverlag der DDR, Berlin 1969.
- Geschichte des Völkerrechts. Teil 1, 1971.
- Neue völkerrechtliche Fragen des Festlandsockels und des Tiefseebodens. In: Neue Justiz. Nr. 18/1970, S. 536–540.
- Die Inanspruchnahme von Meereszonen und Meeresbodenzonen durch Küstenstaaten. In: Wissenschaftliche Zeitschrift der Martin-Luther-Universität Halle-Wittenberg, Gesellschafts- und Sprachwissenschaftliche Reihe, Jg. 21, 1972, Heft 4, S. 111–114.
- Meereszonen und Meeresboden. In: Seewirtschaft. Nr. 6/1972, S. 459–464.
- Gründung der Gesellschaft für Seerecht der DDR. In: Deutsche Aussenpolitik. Heft 1 aus 1973, S. 188–190, ISSN 0011-9881.
- Kant, der Frieden und das Völkerrecht. In: Standpunkt. Evangelische Monatsschrift, 2. Jahrgang (1974), Heft 4, S. 96-97, ISSN 0323-4304
- Umweltschutz und Völkerrecht. In: Wissenschaftliche Zeitschrift der Martin-Luther-Universität Halle-Wittenberg, Gesellschafts- und Sprachwissenschaftliche Reihe, Jg. 23, 1974, Heft 2, S. 7–22.
- Meeresverschmutzung und Meeresforschung. Probleme der III. UNO-Seerechtskonferenz. In: Deutsche Aussenpolitik. Heft 5 aus 1973, S. 1105–1120.
- mit D. J. Haalck und F. Elchlepp: Internationales Seerecht – Leitfaden für Seeoffiziere. Berlin 1972.
- Weltraumrecht – Stand und Entwicklung. In: Neue Justiz (NJ) 1974, S. 167–175.
- Einige völkerrechtliche Bemerkungen zum Umweltschutz[169]
- als Emeritus: Billige Flaggen und Völkerrecht".[170]
- zusammen mit seinem Nachfolger als Hochschullehrer: Reinhard Müller (* 1952)[171] Zum 30. Jubiläum der Donaukonvention. In: Deutsche Aussenpolitik. Nr. 8/1978, S. 85–91.
- zusammen mit F. Elchlepp und K. Schoepke, Hugo Grotius 1583–1646. In: Beiträge zum nationalen und internationalen Seerecht, Heft 7, Hrsg.: Gesellschaft für Seerecht der DDR, Rostock 1983; ISSN 0138-1415[172]
- als Emeritus Fahnen und Flaggen der Weimarer Republik von 1919 bis 1933.[173]
- als Emeritus Hugo Grotius und die Freiheit der Meere.[174]
- als Emeritus zusammen mit Reinhard Müller: Das Verhältnis von Souveränität und Weltraumfreiheit – am Beispiel der Erdfernerkundung.[175]
- als Emeritus zusammen mit Reinhard Müller[176] und Martin Howald[177], Stand und Perspektiven des Weltraumrechts. In: Neue Justiz (NJ) 1987, S. 438–440.

Der protestantische Wissenschaftler hatte sowohl in der 1947 bis 1989 erschienenen evangelischen Zeitschrift Die Zeichen der Zeit als auch in der Ost-CDU politisch nahestehenden Publikation STANDPUNKT (1973–1990) mehrmals zu völkerrechtlichen Fragen Stellung genommen.